# Канакер-Зейтун
Канакер-Зейтун — административный район Еревана. Он расположен в северо-восточной части города.
Площадь — 760.01 га (3,4 % от общей площади Еревана), по другим данным — 8,1 км².
Население — 74400 человек (7,08 % населения Еревана)
Канакер-Зейтун расположен на холме, возвышающемся над центральной частью Еревана, имеет общие границы с районами Аван, Арабкир, Кентрон и Нор-Норк.
Территория разделена на небольшие районы, такие как Канакер, Нор Зейтун и Монумент.

## История
До 1933 года в северо-западной части района располагалось село Канакер, которое с вхождением в состав Еревана получило статус отдельного поселка городского типа вплоть до 1961 года.
Многие исторические церкви и памятники в Канакере сильно пострадали во время землетрясения 1679 года. Село играло важную роль во время русской осады Еревана в 1827 году.
В селе Канакер родились многие известные деятели армянской литературы и искусства: историк Закария Канакерци, писатель Хачатур Абовян, музыкант Дживан Гаспарян.
Новый Зейтун был основан в 1946—1948 гг. репатриантами из Ливана, Сирии, Египта, Ирана, Ирака и Греции.
В связи с бурным развитием Еревана Канакер и Нор Зейтун стали частью столицы Армении. После обретения Арменией независимости Канакер и Нор Зейтун были объединены, и вошли в состав Еревана под одним общим названием Канакер-Зейтун.
В районе много промышленных предприятий, в том числе: Ереванский завод шампанских вин, завод «Coca-Cola Bottlers Армения» и завод «Pepsi Bottlers Armenia». Штаб-квартира «Газпром Армения» находится в районе.

## Улицы и Достопримечательности

### Улицы
- Проспект Свободы
- улица Давида Анахта
- улица Аветиса Агароняна
- улица Паруйра Севака
- улица Рубинянц
- улица Закария Канакерци
- Тбилисское шоссе

### Достопримечательности
- Церковь Св. Акопа в Канакере, построенная в конце 17 века в 1679 году на фундаменте старой канакерской церкви, пострадавшей во время землетрясения. Церковь состоит из трёх пар базилик с двумя парами украшений. На западном фасаде здания находятся скульптуры 1504, 1571 и 1621 гг. Церковь была закрыта в советское время до 1990 года, когда она была перестроена и вновь открыта правительством. Проспект Свободы

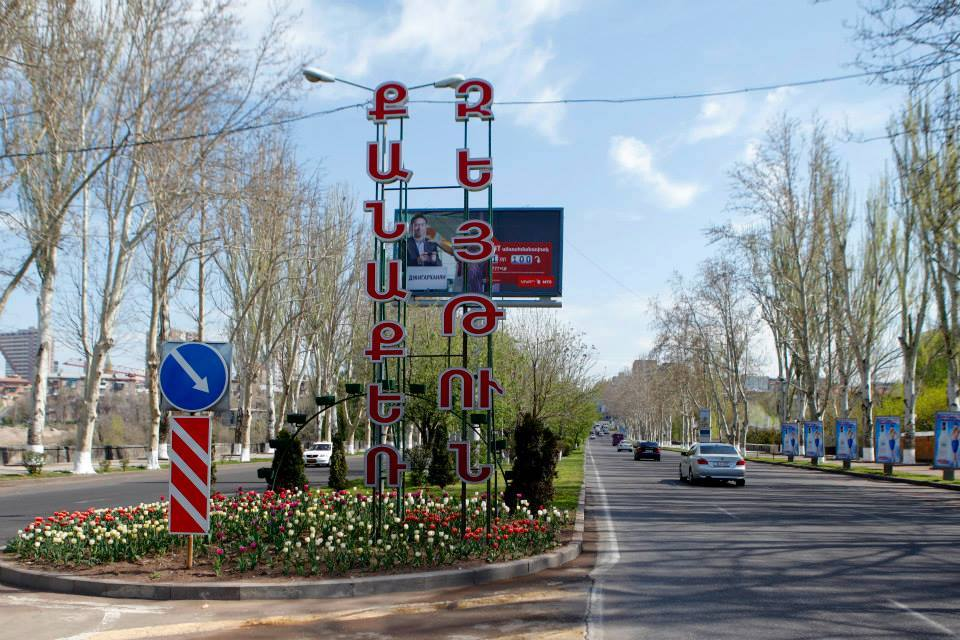
Проспект Свободы

- Церковь Сурб Аствацацин в Канакере, построенная в 1695 г. на фундаменте старой церкви, пострадавшей от землетрясения 1679 г. В советские годы церковь превратили в склад. 1959—1963 гг. церковь была отреставрирована усилиями Организации по сохранению исторических памятников Армении.
- Старое кладбище Канакера со своей исторической часовней
- Надгробие Петросяна 1265 г.
- Русская православная церковь Пресвятой Богородицы, построенная в 1912—1916 гг., стоит рядом с русской военной базой в Ереване.
- Дом-музей Хачатура Абовяна,
- Канакерский средневековый колодец,
- Мать Армения. Мемориал Второй мировой войны, военный музей, могила неизвестного солдата
- Памятник 50-летию советизации Армении,
- Парк Победы
- Парк Давида Анахта
- Парк Паруйра Севака
- Евразийский международный университет
- Французский университет в Армении
- Европейская региональная академия образования (ERIICTA),
- Медицинский научно-образовательный центр Св. Нерсеса Великого,
- Институт онкологии и радиологии
- Институт молекулярной биологии национальной академии наук
- Научно-технологический центр органо-фармацевтической химии.

## Галерея

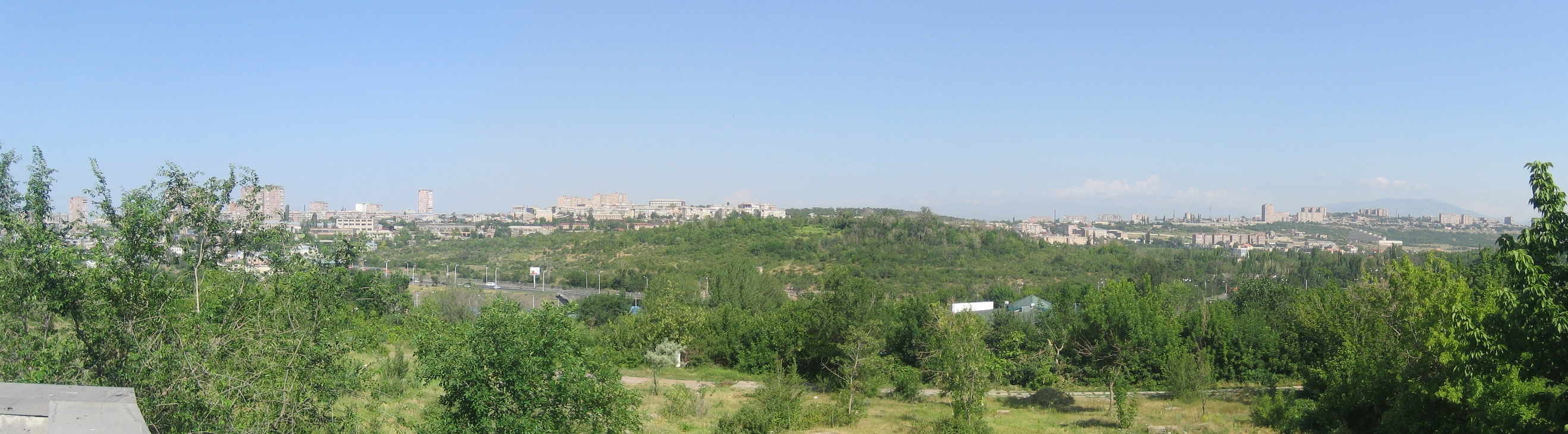
Панорама Канакер-Зейтун с Авана

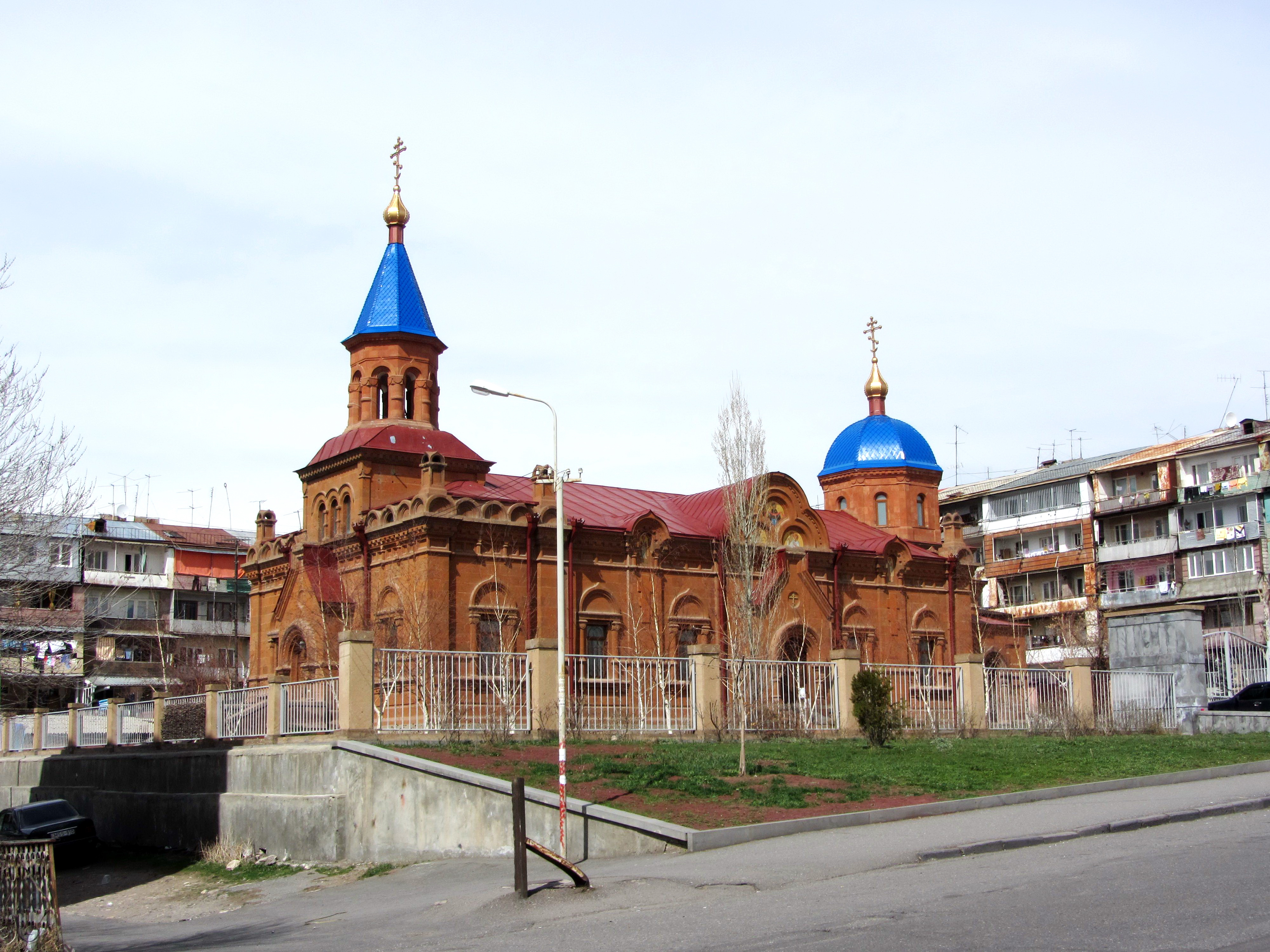
Храм Покрова Пресвятой Богородицы (Ереван)
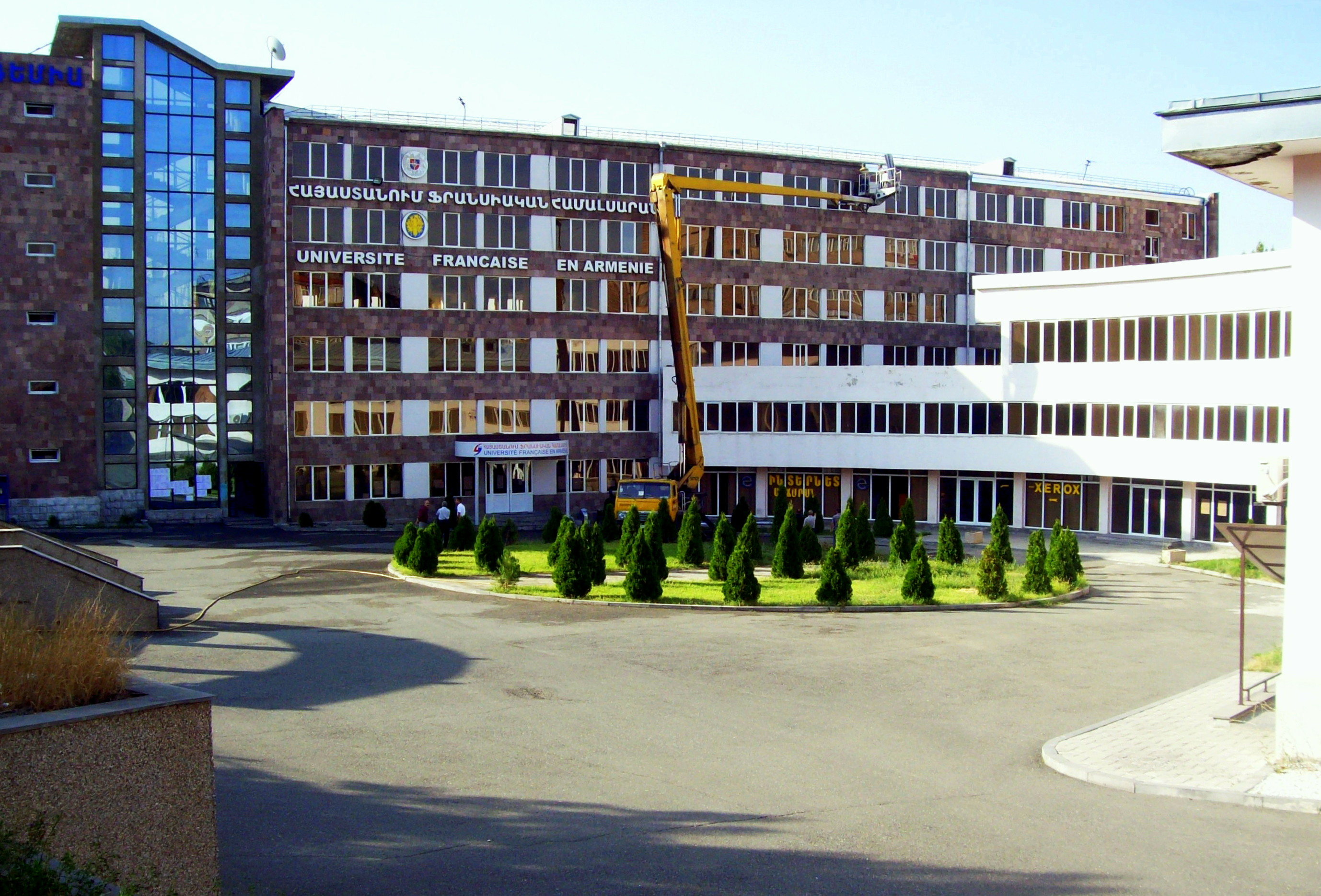
Французский университет в Армении
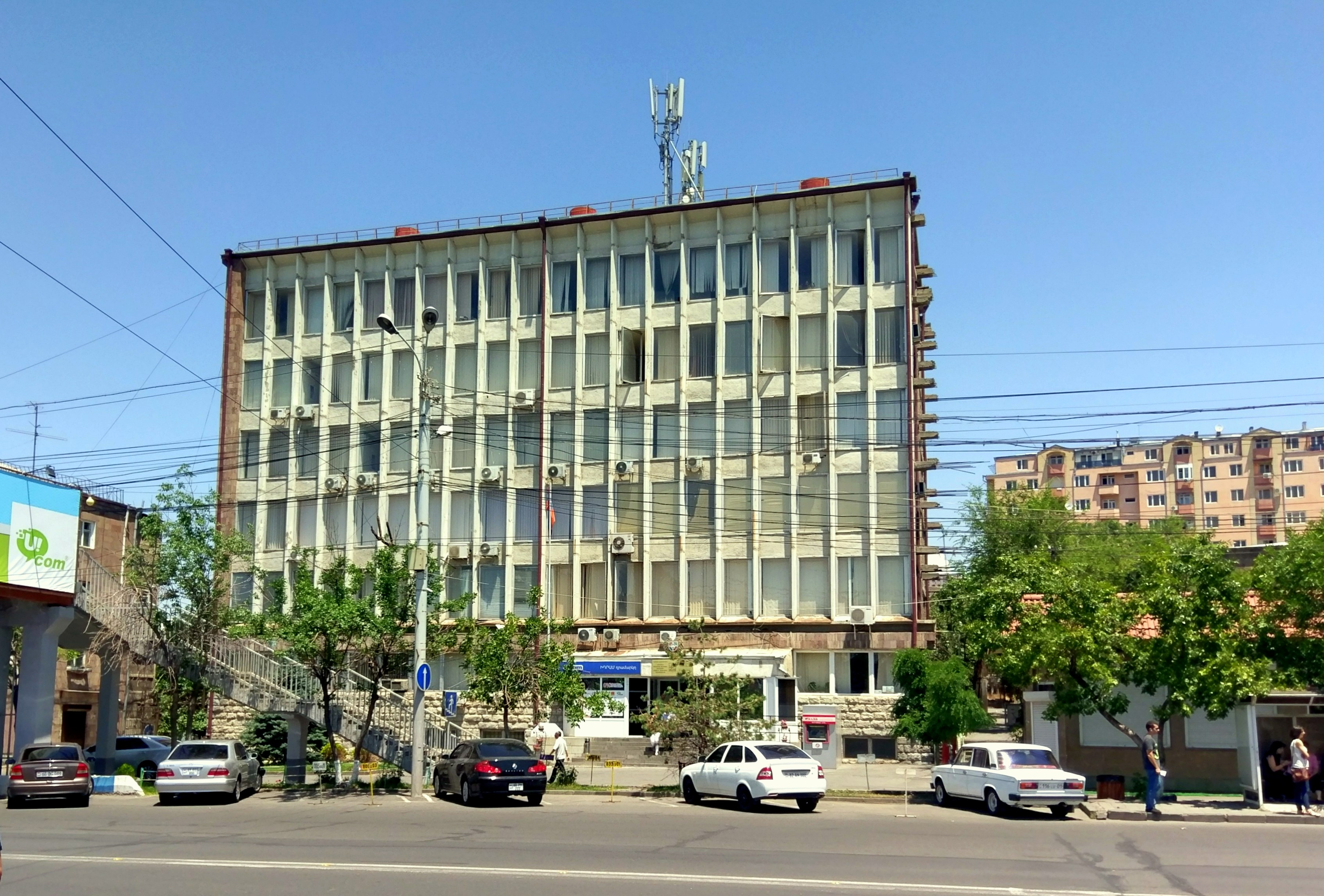
Администрация Канакер-Зейтуна
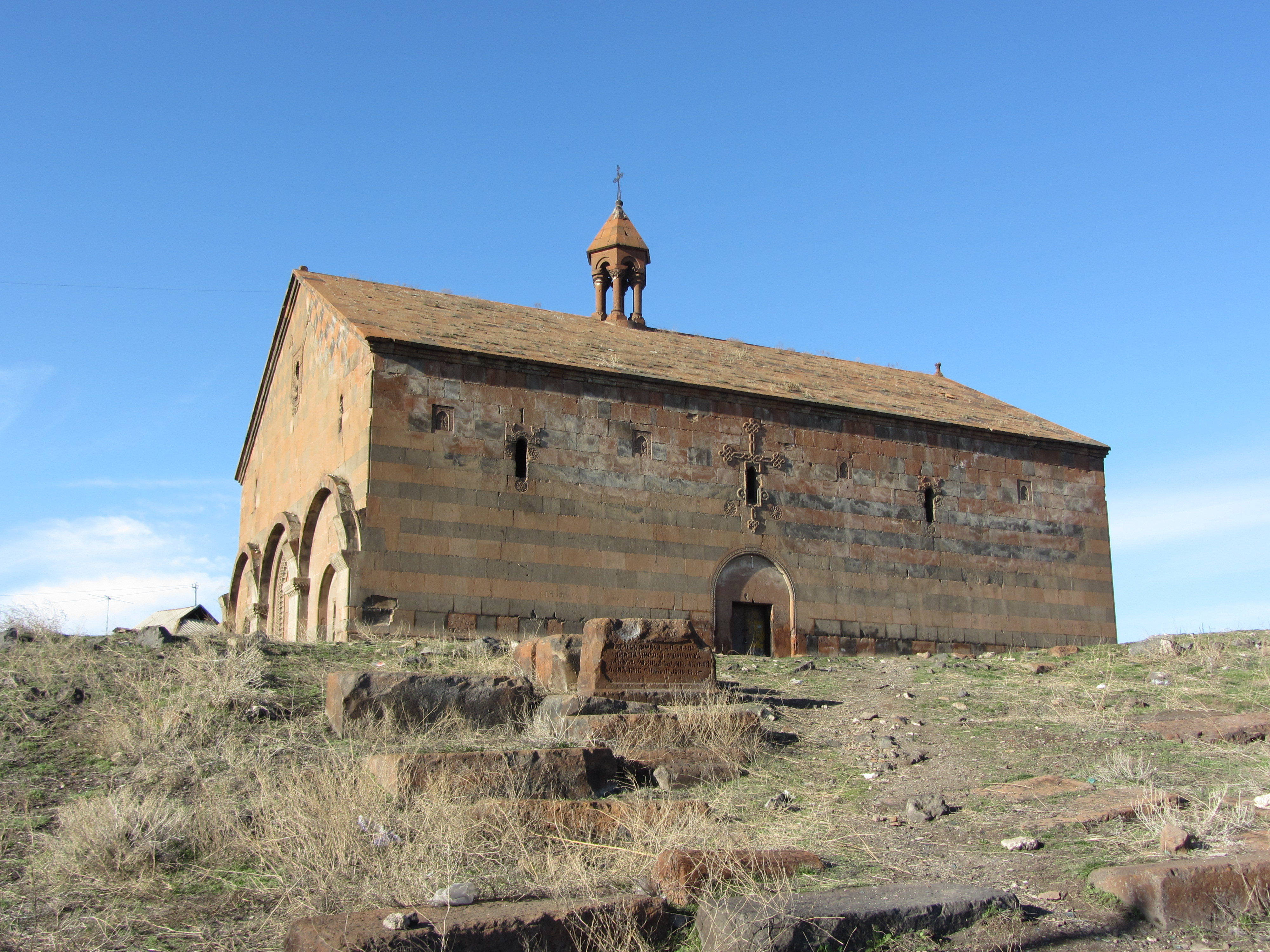
Церковь Сурб Аствацацин в Канакере
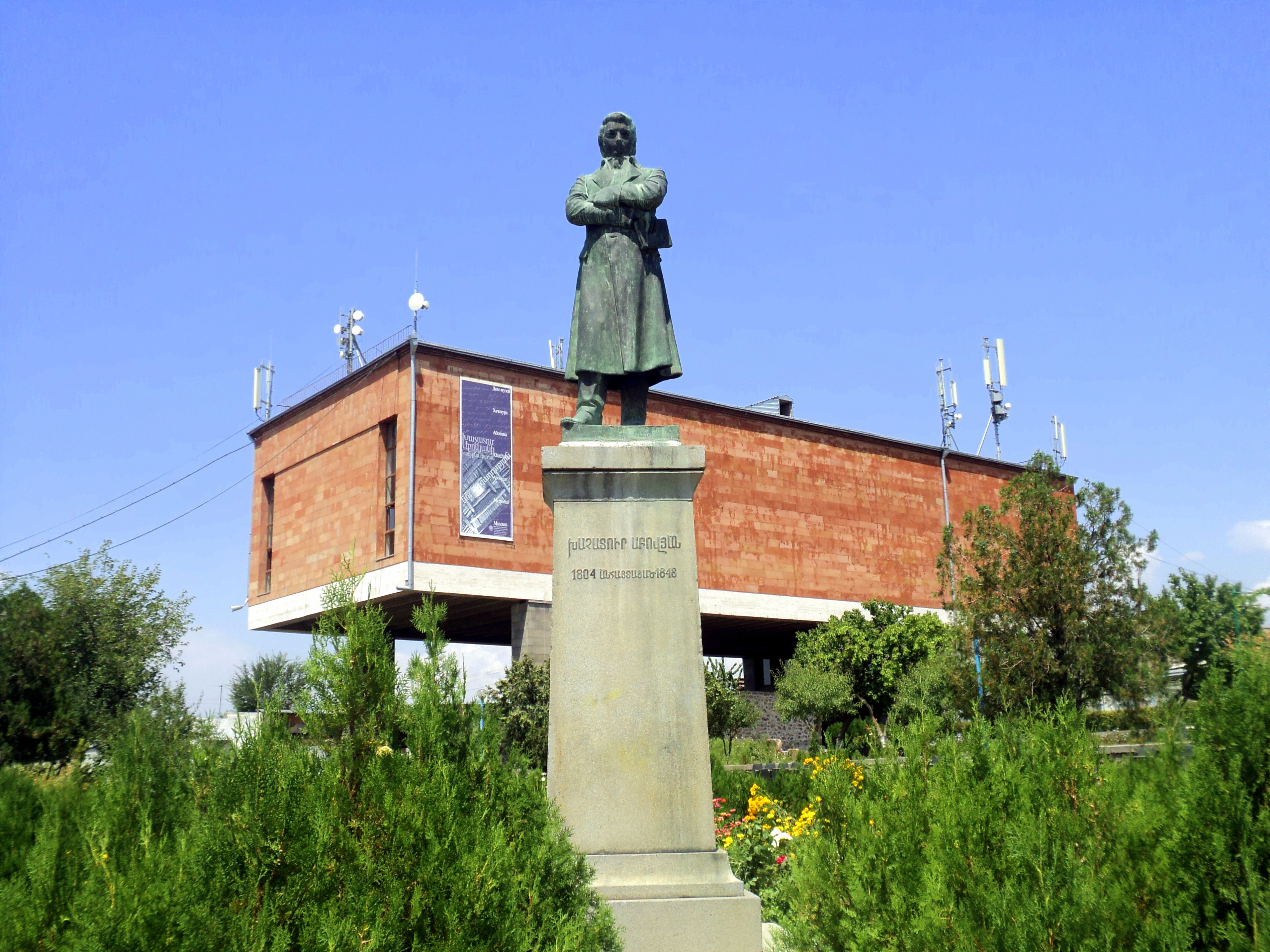
Дом-музей Хачатура Абовяна[арм.]